# باگ-بایت
باگ-بایت (انگلیسی: Bug-Byte) شرکت بازی ویدئویی بریتانیایی است، که در سال ۱۹۸۰ تأسیس شد.